# Petrochemical Pipeline Services
Petrochemical Pipeline Services (PPS) beheert vier pijpleidingen voor het transport van chemische producten in Nederland, België en Duitsland. Hierbij is het industriegebied Chemelot in Sittard-Geleen is een belangrijke schakel.
Het bedrijf gebruikt de volgende vier leidingen:
- Pijpleiding Rotterdam - Beek (PRB)
- Pijpleiding Antwerpen - Limburg - Luik (PALL). Hier gaan vloeibare koolwaterstoffen door, zoals nafta en gascondensaat.
- Aethylen-Rohrleitungs-Gesellschaft (ARG) van Antwerpen via Chemelot naar Keulen en het Ruhrgebied. Deze leiding vervoert etheen.
- Monovinylchloride (MVC) tussen Tessenderlo en Chemelot voor vinylchloride.